# The Livingston Case
The Livingston Case è un cortometraggio muto del 1910 diretto da Edwin S. Porter.

## Produzione
Il film fu prodotto dalla Edison Manufacturing Company.

## Distribuzione
Distribuito dalla Edison Manufacturing Company, il film - un cortometraggio in una bobina - uscì nelle sale cinematografiche statunitensi l'8 febbraio 1910.